# アリスティディス・コンスタンティニディス
アリスティディス・コンスタンティニディス（Aristidis Konstantinidis）は、ギリシャの自転車競技選手。

## 来歴
1896年に行われた、第1回近代オリンピック、自転車競技・個人ロードレースの優勝者。もっとも、道中で3回落車したために自転車の損傷が激しくなったため、同レースでペースメーカーを務める形となった、同レース3位のエドワード・バテルの自転車を途中で借りて乗り換え、ゴール地点であるアテネに最初にゴールしたという曰くつきの優勝だった。
後に、アテネ自転車連盟の設立者として名を連ねている。